# 大腕
《大腕》（英語：Big Shot's Funeral）是中国导演冯小刚于2001年执导的一部贺岁片，是一部黑色幽默的喜剧电影。该片由华谊兄弟广告公司、太合影视和哥伦比亚影视公司联合出品。这也是冯小刚继《甲方乙方》、《不见不散》、《没完没了》之后与葛优合作的第四部作品。电影中许多经典台词被称为“冯氏语言”。

## 剧情简介
国际大导演在华遇到创作瓶颈。在创作困惑中与葛优扮演的临时摄影成为了忘年之交。在突发病的时候将自己的葬礼交给临时工来办理，而其私人助理则通知对方没有任何资金完成这个葬礼。为了筹款，剧中葛优和好友将葬礼变成一场广告大片。

## 歌曲
| 曲別   | 歌名     | 演唱者 |
| ------ | -------- | ------ |
| 片尾曲 | 《白痴》 | 王菲   |

## 获奖列表
| 年份   | 頒獎典禮             | 獎項         | 名單 | 結果 |
| ------ | -------------------- | ------------ | ---- | ---- |
| 2002年 | 第二十五屆中國百花獎 | 最佳故事片奖 | 大腕 | 獲獎 |
| 2002年 | 第二十五屆中國百花獎 | 最佳男演员奖 | 葛优 | 獲獎 |
| 2002年 | 第二十五屆中國百花獎 | 最佳男配角奖 | 英达 | 獲獎 |

## 轶事
- 剧中幽默台词“他们‘搜狐’，我们‘搜狗’，各搜各的！”，3年后被搜狐CEO张朝阳变为现实。2004年，搜狐就正式推出独立域名专业搜索网站“搜狗”。[1]
- 剧中李成儒饰演的精神病“房地产商”称，他“开发”的高档公寓起价4000美金，而在不到十年后北京市内的房价就超越了这个数字。
- 另外一位由张涵予饰演的精神病人称，“做网站就得砸钱”，而之后的大型网站集体融资上市恰恰证明了这点。
- 剧中大腕的角色本来邀请了马龙白兰度，但是对方因为身体和档期的原因未能成行。[2]